# NGC 2626
NGC 2626 is een reflectienevel in het sterrenbeeld Zeilen. Het hemelobject werd op 2 januari 1835 ontdekt door de Britse astronoom John Herschel.

## Synoniemen
- ESO 313-N*4